# Estádio do Clube Desportivo Trofense
Het Estádio do Clube Desportivo Trofense is een multifunctioneel stadion in Trofa, een stad in Portugal. 
Het stadion wordt vooral gebruikt voor voetbalwedstrijden, de voetbalclub CD Trofense maakt gebruik van dit stadion. In het stadion is plaats voor 5.017 toeschouwers. Het stadion werd geopend in 1950 en gerenoveerd in 2006.